# 후회 (노래)
〈후회〉는 이용이 2003년 발표한 가요이다.